# Maryam Hassouni
Maryam Hassouni (Amsterdam, 21 september 1985) is een Nederlands schrijfster en voormalig actrice.

## Biografie
Hassouni's ouders zijn van Marokkaanse afkomst. Haar vader komt uit "een familie van juristen en docenten". Ze heeft een jongere broer en zuster. Op de middelbare school volgde ze gedurende drie jaar dramalessen. Na de havo, die ze afrondde in 2003, volgde ze tot 2005 een studie museologie. Ze studeerde rechten aan de Vrije Universiteit, maar beëindigde haar studie, omdat ze zich wilde richten op haar acteercarrière.
Met haar rol als Dunya in de televisieserie Dunya en Desie (2002-2004) verwierf ze snel bekendheid; de serie won diverse prijzen in binnen- en buitenland. Al jong, in 2005, zei ze in een interview dat ze niet in clichérollen voor moslima's wilde spelen. In 2005 speelde ze, naast Jacob Derwig, de hoofdrol in de televisiefilm Offers van Dana Nechushtan. Op 20 november 2006 ontving ze als eerste Nederlander een Emmy Award in de categorie Beste Actrice voor haar rol als Laila in deze film. In een interview met de Volkskrant in 2017 vertelde ze de toegekende Emmy later meer als een vloek dan een zegen te ervaren, grote nieuwe rollen bleven uit.
In 2008 speelde ze een bijrol in de film Anubis en het pad der 7 zonden als Charlotte, een geest. Hassouni verhuisde in 2010 naar New York, waar ze twee jaar lang een acteeropleiding volgde aan de William Esper Studio, waar men de acteermethoden van Sanford Meisner doceert. In 2010 speelde ze voor het eerst in een buitenlandse filmproductie: de Italiaans-Irakese film Golakani Kirkuk - The Flowers of Kirkuk. In 2013 speelde Hassouni een rol in de komediefilm Soof. In datzelfde jaar stond ze op het toneel als voorprogramma van de De Nieuw Amsterdam-voorstelling PAX Hominis met haar solovoorstelling Een teruggedachte. Ook nam ze in dat jaar deel aan vier afleveringen van het televisieprogramma Atlas van de AVRO, waarin twaalf bekende Nederlanders het tegen elkaar en zichzelf opnemen tijdens een extreme tocht door het Atlasgebergte. In 2014 deed ze een theatrale reading van de tekst We have seen a revolution van Anna Maria Versloot tijdens het Reporting Change Event in Amsterdam.
Eveneens in 2014 speelde ze een van de drie hoofdrollen in de voorstelling De handen van Fatma van Theater Zuidpool Antwerpen. In 2016 acteerde ze weer in diverse rollen, zoals in de televisieserie Flikken Rotterdam. In het Volkskrant-interview van 2017 vertelde zij dat ze haar hele leven depressies heeft. Na een knieoperatie in 2014 kreeg ze een zwaardere depressie dan ze eerder had meegemaakt. Ze besloot te stoppen met acteren in rollen waar ze niet achter stond en iets anders te gaan doen; ze startte met een studie Engelse taal en cultuur aan de Universiteit van Amsterdam en schreef daarnaast een kinderboek, Hoekjes van geluk. Ze studeerde af in 2017. In datzelfde jaar werd het kinderboek uitgebracht.
Tijdens de Tweede Kamerverkiezingen in 2021 stond Hassouni op plek 37 op de kandidatenlijst van de Partij voor de Dieren.
Hassouni speelde de hoofdrol Leyla in de film Meskina die in première ging op 22 juli 2021 en sinds 4 maart 2022 te zien is op Netflix.
Hassouni publiceerde op 29 oktober 2022 een boek, Wat de fak, bij uitgever De Bezige Bij. Hierin beschrijft ze structurele seksistische en racistische ervaringen als actrice in de film- en televisiewereld, zoals seksistische en racistische ervaringen met tegenspelers en regisseurs en clichérollen die ze kreeg aangeboden vanwege haar etnische achtergrond. Het boek begint met een citaat van Hélène Cixous. Zij en Cixous vonden zich niet rijp genoeg voor een dergelijk boek, maar konden niets anders doen dan het schrijven. De beschreven constateringen brachten haar tot het stoppen van haar carrière als actrice.
Sinds 2024 richt ze zich met een eigen bedrijf op coaching, begeleiding en advies voor acteurs, niet-acteurs en bedrijven.

## Trivia
- Hassouni heeft aan taekwondo,[3] boksen, karate[11] en turnen[3] gedaan.
- In 2013 werd zij door de bezoekers van de website van de Vegetariërsbond gekozen tot 'Meest Sexy Vegetariër'.[19]

## Prijzen
- 2006: Emmy Award Beste Actrice voor de rol van Laila in de film Offers[20][21]
- 2008: Shooting Star op het Internationaal filmfestival van Berlijn
- 2008: Rising Star Award bij het Hamptons International Film Festival

## Film en televisie
| Jaar      | Titel                                   | Wat                | Rol                                           |
| --------- | --------------------------------------- | ------------------ | --------------------------------------------- |
| 2002–2004 | Dunya en Desie                          | Televisieserie     | Dunya                                         |
| 2005      | Offers                                  | Film               | Laila                                         |
| 2006      | Blondje                                 | Korte film         | –                                             |
| 2006–2007 | Shouf Shouf!                            | Televisieserie     | Samira Saleh                                  |
| 2007      | Kicks                                   | Film               | Aaliyah                                       |
| 2007      | Allemaal FILM                           | Televisieserie     | Haarzelf                                      |
| 2007      | Anna                                    | Televisiefilm      | Lotte                                         |
| 2008      | Dunya en Desie in Marokko               | Film               | Dunya                                         |
| 2008      | Anubis en het pad der 7 zonden          | Film               | Charlotte                                     |
| 2008      | One night stand: Liefde, dank je wel    | Korte film         | Naima                                         |
| 2009      | Verborgen gebreken                      | Televisieserie     | Mouna Chabbar                                 |
| 2010      | Deadline                                | Televisieserie     | Chadisja                                      |
| 2010      | Golakani Kirkuk - The Flowers of Kirkuk | Film               | Rim                                           |
| 2011      | Flikken Maastricht                      | Televisieserie     | Rebecca Meeuws (gastrol, aflevering 'Schuld') |
| 2012      | Doodslag                                | Film               | Amira                                         |
| 2012      | En op een goede dag                     | Korte film         | Alia                                          |
| 2012      | Van God los                             | Televisieserie     | Naïma (aflevering 'Bitch Fight')              |
| 2013      | Atlas                                   | Televisieprogramma | Haarzelf/kandidaat                            |
| 2013      | Soof                                    | Film               | Najat                                         |
| 2015      | Bagels & Bubbels                        | Televisieserie     | Janine van Velzen                             |
| 2015      | Prinses op de erwt: Een modern sprookje | Televisiefilm      | Kandidaat-prinses                             |
| 2016–2017 | Flikken Rotterdam                       | Televisieserie     | Lieve Jansons                                 |
| 2016      | Soof 2                                  | Film               | Najat                                         |
| 2017      | Alles voor elkaar                       | Film               | Sena                                          |
| 2017      | Voetbalmaffia                           | Televisieserie     | Gwen Hulscher                                 |
| 2019      | Oogappels                               | Televisieserie     | Dina Amrani                                   |
| 2019      | The Angry Birds Movie 2                 | Film               | Pinky (stem)                                  |
| 2021      | Meskina                                 | Film               | Leyla                                         |
| 2022      | Sleepers                                | Serie              | Noura Oudkerk                                 |

## Muziek-videoclip
- 2008: Uit elkaar - Yes-R - album Zakenman II[22]